# 松下章一
松下 章一（まつした しょういち、1945年11月20日 - ）は、北海道出身の作詞家・音楽プロデューサーである。

## 略歴
- 星野哲郎に師事し、作詞家を目指す。
- ポリドールで、沢田研二のプロデュースをする。
- テイチクに移籍し、プロデューサーとして活動。

## プロデュースを手がけたアーティスト
- 沢田研二
- 小林旭
- 倉橋ルイ子
- チェウニ
- 天童よしみ
- 和田アキ子
- 湯原昌幸
- あさみちゆき
- すぎもとまさと

| スタブアイコン | サブスタブ | この項目は、まだ閲覧者の調べものの参照としては役立たない、音楽関係者（バンド等）に関連した書きかけの項目です。この項目を加筆・訂正などしてくださる協力者を求めています（P:音楽/PJ:芸能人）。 |